# 河合曾良
河合曾良（日语：／ Kawai Sora，1649年—1710年6月18日），日本江户时代的俳句诗人。虽然历史上记录曾良卒于宝永7年5月22日，但巡遣使的日志中没有记录。因此确切卒日不详。
曾以弟子的身份与松尾芭蕉一同游历奥州和北陆，即奥之细道之旅。是松尾芭蕉十大弟子即“蕉门十哲”之一。

## 生平
出生于信浓国下桑原村（今长野县诹访市），为高野七兵卫长子。幼名与左卫门。后因父母去世而被伯母收为养子，命名为岩波庄右卫门。12岁时，养父母去世，遂由居于伊势国长岛的亲戚抚养。
宽文八年（1668年）初出仕长岛藩主松平康尚，更名河合惣五郎。约于天和元年（1681年）致仕。后师从于吉川惟道学习吉川神道。元禄二年（1689年），陪同松尾芭蕉踏上奥之细道之旅。著有《曾良旅日记》（失传二百余年之后，于昭和十八年（1943年）断定其所在，是天理大学图书馆（天理大学附属天理图书馆）的重要文化财产典藏）
宝永六年（1709年）成为幕府的巡见使随员巡视九州，翌年、在壱岐国可须村风本（现长崎县壱岐市胜本浦）巡视途中病逝。享年62岁。法号贤翁宗臣居士。葬于壱岐岛能満寺。元文五年（1740年），卒30年后于故乡的诹访正愿寺立墓碑。
平成六年（1994年）5月24日，河合曾良的临终之地旧胜本町与诞生之地诹访市建立友好城市关系，旧胜本町与旧壱岐郡3町合并（平成大合并）而成的壱岐市也继承了这一关系。

## 代表名句
- くまの路や分（わけ）つゝ入れば夏の海
- 卯の花に兼房見ゆる白毛（しらが）かな
- 春にわれ乞食やめても筑紫かな
- 松島や鶴に身をかれほとゝぎす
- 湯殿山銭ふむ道の泪かな
- 行き行きてたふれ伏とも萩の原
- かさねとは八重撫子の名成べし

## 作品名称
- 《芭蕉奥の细道　付曾良旅日记、奥细道菅菰抄》萩原恭男校注、岩波文库
- 《おくのほそ道―现代语訳　曾良随行日记付》尾形仂訳・校注、角川ソフィア文库
- 桜井武次郎《奥の细道行脚“曾良日记”を読む》岩波书店、2006年